# Массовые протесты в Венесуэле (с 2014)
Протесты в Венесуэле, проходившие в 2014 году (исп. Manifestaciones en Venezuela de 2014-2016 или исп. Primavera Venezolana) — массовые акции и демонстрации, начавшиеся 4 февраля 2014 года со студенческих протестов в Сан-Кристобале, столице штата Тачира, а затем перекинувшиеся на другие города, в частности на Мериду, и закончившиеся 15 мая 2014 года. Их участники жаловались на недостаточные меры безопасности в университетских кампусах, а также протестовали против экономического кризиса, вызванного, как они считают, политикой правительства. Позже протесты перекинулись и на столицу страны, Каракас. Некоторые участники этих акций были задержаны силами безопасности, что дало толчок новым протестам, вылившимся к столкновениям с полицией и человеческим жертвам. К июню 2014 года волна беспорядков спала, лидеры оппозиции были арестованы. С июня 2014 года длительное время были отмечены только спорадические выступления.
Оппозиция смогла объединиться против чавистов и получить большинство на парламентских выборах 6 декабря 2015 года (впервые за 16 лет). Однако оппозиции не удалось добиться от властей Венесуэлы проведения референдума об отставке Николаса Мадуро. В конце марта 2017 года после решения Верховного суда Венесуэлы принять на себя полномочия парламента в стране началась новая волна массовых беспорядков, сопровождавшихся человеческими жертвами.
Международная реакция на массовые протесты в Венесуэле была различной. США и Европейский союз, а также некоторые страны Латинской Америки осудили действия властей Венесуэлы и ввели против этой страны санкции. Россия в разгар массовых протестов в 2017 году оказала властям Венесуэлы значительную экономическую помощь: в нефтедобывающую отрасль Венесуэлы были вложены 6 млрд долларов и предоставлена десятилетняя рассрочка властям Венесуэлы по уплате государственного долга этой страны перед Российской Федерацией. На фоне системного кризиса в Венесуэле помощь России 2017 года экономически укрепила режим Мадуро.

## Причины
В 2013 году после смерти Уго Чавеса новым президентом страны был избран его соратник Николас Мадуро, продолживший политику своего предшественника. К началу 2014 года в стране обострились экономические проблемы и преступность, что привело к острой критике правящего режима.

### Экономика
В 2013 году экономика страны находилась в крайне тяжёлом положении и держалась в основном за счёт высоких мировых цен на нефть — основной экспортный товар республики. Накануне прихода к власти Н. Мадуро (начало 2013 года), государственный долг Венесуэлы составил 70 % ВВП, а бюджетный дефицит — 13 %. Хотя по итогам 2013 года ВВП страны вырос на 1,6 %, но инфляция оставалась очень высокой — 56,3 %. Мадуро, получив на полгода чрезвычайные полномочия от Парламента, объявил «экономическое наступление» и, в частности, ввёл 30-процентный потолок на прибыль для частных компаний. В стране возник дефицит основных товаров — таких как сахар, растительное масло и туалетная бумага. В то же время в правительстве заявляют, что причиной проблем является коррупция, саботаж и спекуляции, а также ведущаяся против страны «экономическая война». Правительство начало проводить программу борьбы со «спекуляциями», в частности 26 ноября была национализирована торговая сеть «Daka» за отказ понизить цены, которые для некоторых товаров превышали закупочные на 1000 процентов при допустимой норме 30 процентов. После конфискации товаров всё руководство торговой сети было арестовано.

### Преступность
Причиной протеста является также высокий уровень преступности в Венесуэле: например, в 2013 году на 100 тыс. человек населения было совершено, по официальным данным, 39 убийств. В частности, катализатором народного недовольства стало убийство бывшей «Мисс Венесуэла» Моники Спир и её мужа. В ответ на это убийство президент Н. Мадуро пообещал «не жалеть тех, кто убивает достойных мужчин и женщин, которые имеют право на жизнь». Лидер оппозиции Э. Каприлес призвал президента объединить усилия в борьбе за национальную безопасность.

## Ход событий

### 2014 год
Февраль

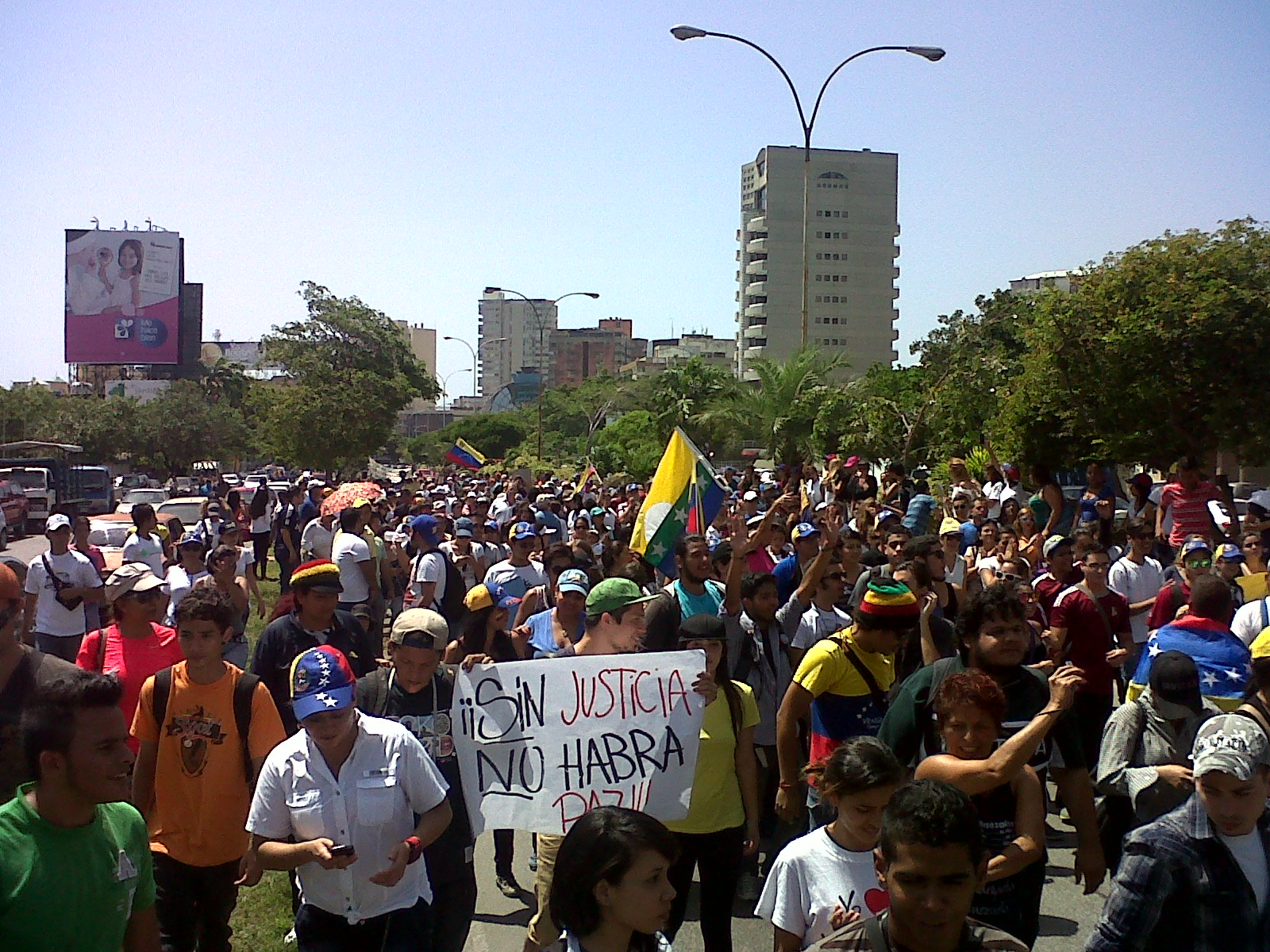
Демонстрация 12 февраля на острове Маргарита

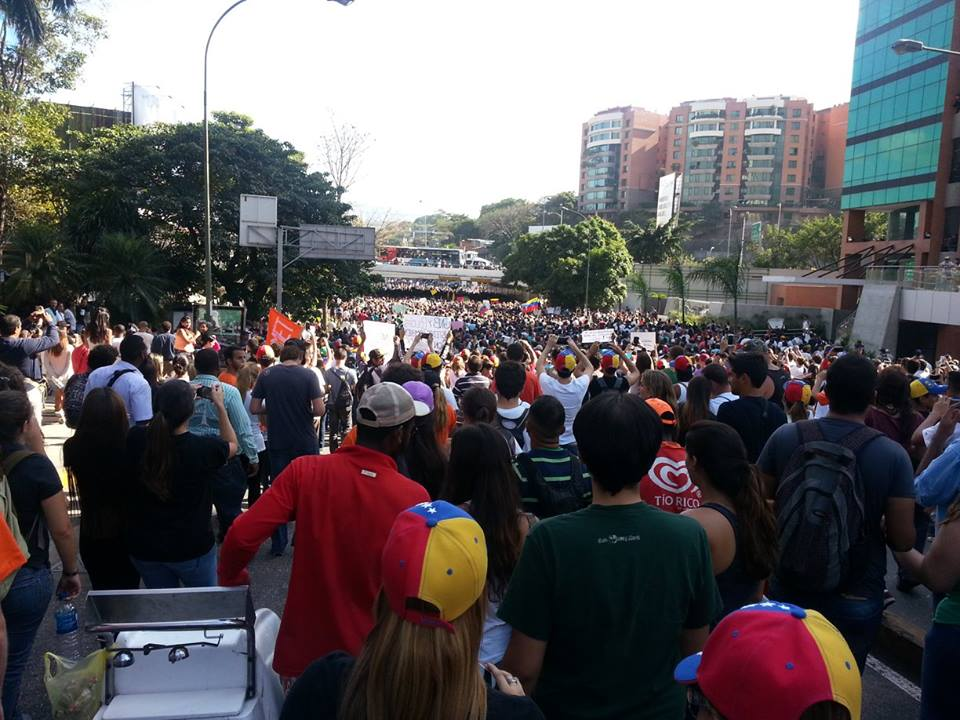
Демонстрация 15 февраля в Каракасе

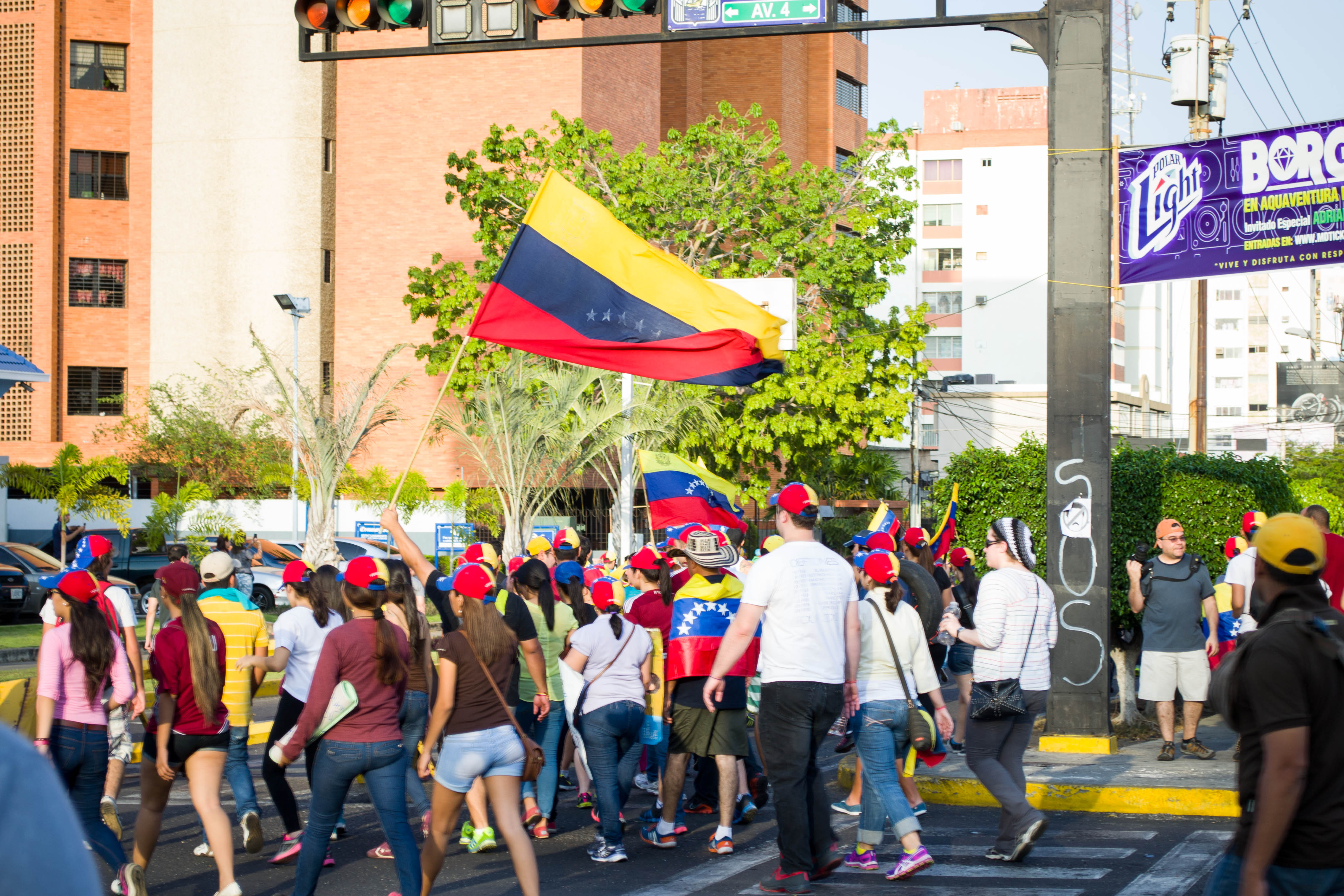
Марш на площади Республики в Маракайбо, 16 февраля

12 февраля прошли акции как противников, так и сторонников действующего президента Венесуэлы. В антиправительственной демонстрации приняли участие около 50 тысяч человек. Акции завершились практически без происшествий, однако когда люди уже стали расходиться, около ста сторонников оппозиции начали жечь покрышки на улицах. Полиция применила к демонстрантам спецсредства, в том числе слезоточивый газ и резиновые пули.
В конце акции оппозиция столкнулась также с вооружёнными участниками проправительственных движений. В результате как минимум один представитель проправительственных сил был убит. По данным прокуратуры страны, погибли двое человек. Глава одного из районов Каракаса сообщил о третьем убитом. Точных сведений ни о личности убитого, ни о том, кто в него стрелял, нет. В оппозиции заявляют о смерти двух студентов, участвовавших в акциях протеста против политики Мадуро. Президент Венесуэлы Николас Мадуро заявил, что не допустит в ближайшие дни уличных демонстраций. Власти также выписали ордеры на арест лидеров оппозиции, которые предположительно были причастны к организации протестов. В правоохранительных органах полагают, что подозреваемые специально готовили провокации.
13 февраля в ходе студенческих манифестаций в Каракасе погиб сторонник властей, утверждают в Национальной ассамблее Венесуэлы. Участники акции прошли маршем через центр венесуэльской столицы, требуя от властей объяснить, зачем они задержали других студентов. В протесте также приняли участие лидеры оппозиции. Всего в ходе охвативших Венесуэлу акций протеста по меньшей мере 23 человека были ранены. Студенты протестовали против ареста их товарищей в начале недели, в так называемый «День молодёжи», когда Венесуэла отмечала 200-летие битвы, в ходе которой студенты отстояли город Виктория от испанских войск. Манифестанты обвиняют во всём байкеров — членов радикальных группировок, так называемых «колективос». Протесты продолжаются в Венесуэле уже неделю, одновременно на улицы выходят и сторонники правительства.
Президент Николас Мадуро выступил по национальному телевидению и призвал к спокойствию. «Не нужно терять голову и поддаваться на провокации», — заявил Мадуро. Также он заявил о существовании плана государственного переворота, и призвал своих сторонников пройти «маршем за мир». Глава Национальной ассамблеи Диосдадо Кабельо обвинил в провоцировании насилия правых активистов, в телеобращении он сказал, что «наш товарищ стал жертвой фашистов». Однако один из ведущих депутатов от оппозиции Мария Корина Мачадо рассказала, что насилие вспыхнуло, когда группу студентов окружили участники проправительственной акции. Лидер венесуэльской оппозиции Энрике Каприлес также призвал воздержаться от актов насилия, в частности он написал в Twitter, что «с помощью насилия мы никогда ничего не добъёмся. Мы уверены, что подавляющее большинство осуждает его».
16 февраля снова имели место столкновения демонстрантов с полицией. Для разгона оппозиции полицейский спецназ применил слезоточивый газ. Участники антиправительственных протестов в Каракасе требовали освободить арестованных студентов.
17 февраля лидер венесуэльской оппозиции Леопольдо Лопес призвал сограждан выйти на марш протеста 18 февраля и пообещал прийти на акцию сам, несмотря на решение властей арестовать его.
По словам Лопеса, марш должен пройти от площади Венесуэлы в Каракасе к зданию министерства юстиции, «которое стало символом репрессий, пыток и лжи». Оппозиционер попросил сторонников надеть белое, чтобы подтвердить свою приверженность мирному диалогу.
Лопес сформулировал три требования к властям. Во-первых, необходимо расследовать гибель людей 12 февраля, во-вторых, освободить студентов, задержанных за участие в протестах, и, в-третьих, разоружить проправительственные военизированные группировки.
«Наконец, я буду там сам, чтобы показать своё лицо. Мне нечего бояться. Я не совершил никаких преступлений. Если есть приказ незаконно меня арестовать, что же, я буду там», — добавил политик. В последний раз оппозиционер появлялся на публике на пресс-конференции в минувшую среду. Ранее полиция обыскала дома Лопеса и его родителей. Вскоре после этого он написал в своём твиттере, обращаясь к президенту Венесуэлы Николасу Мадуро: «Послушай, Мадуро, ты трус. Ты не заставишь подчиниться ни меня, ни мою семью. Моей семье: держитесь, я вас люблю». Сам Мадуро возложил ответственность за беспорядки в Каракасе, в результате которых погибли три человека и более 60 были ранены, на Лопеса.

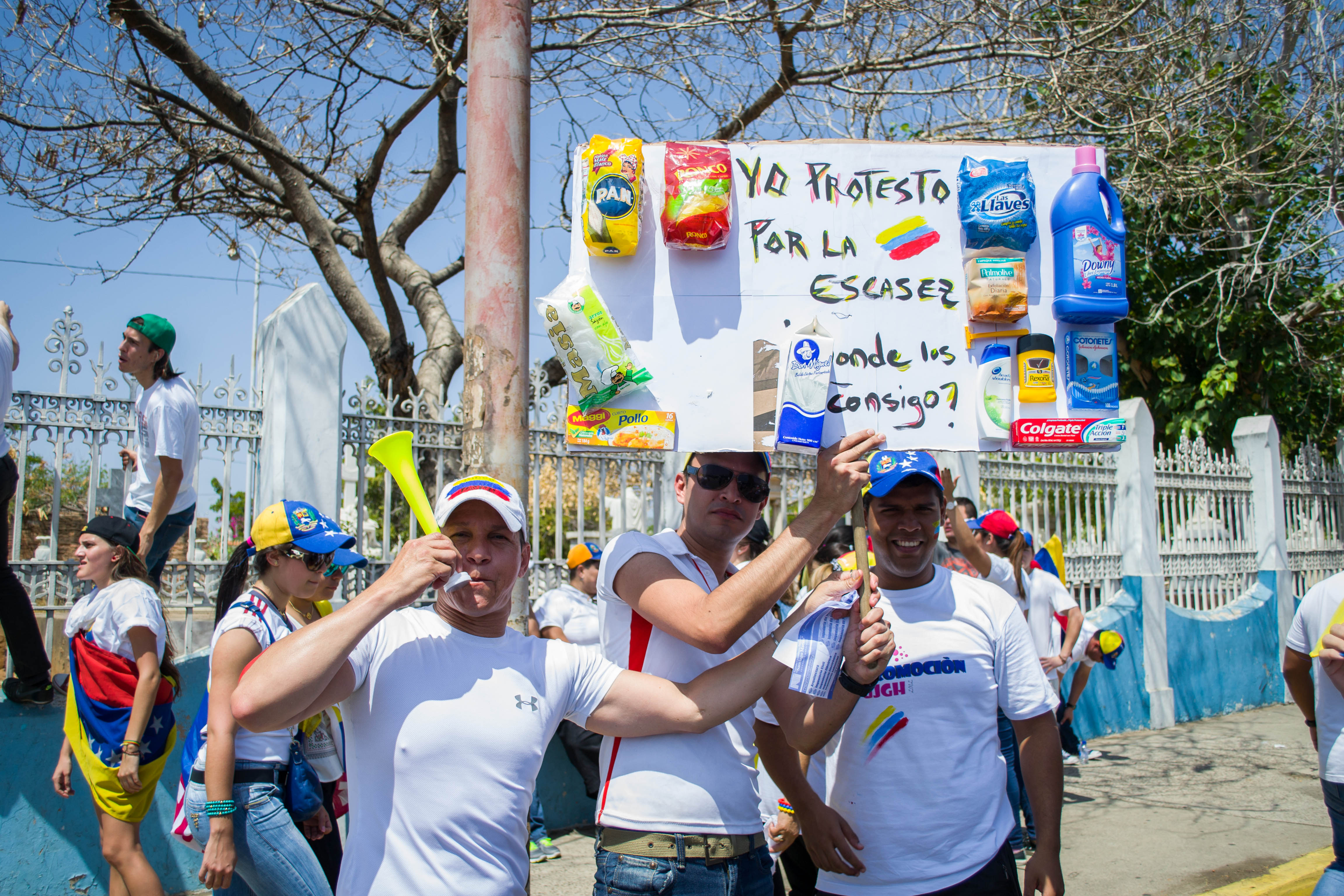
Протестующие требуют продуктов, Маракайбо, 18 февраля

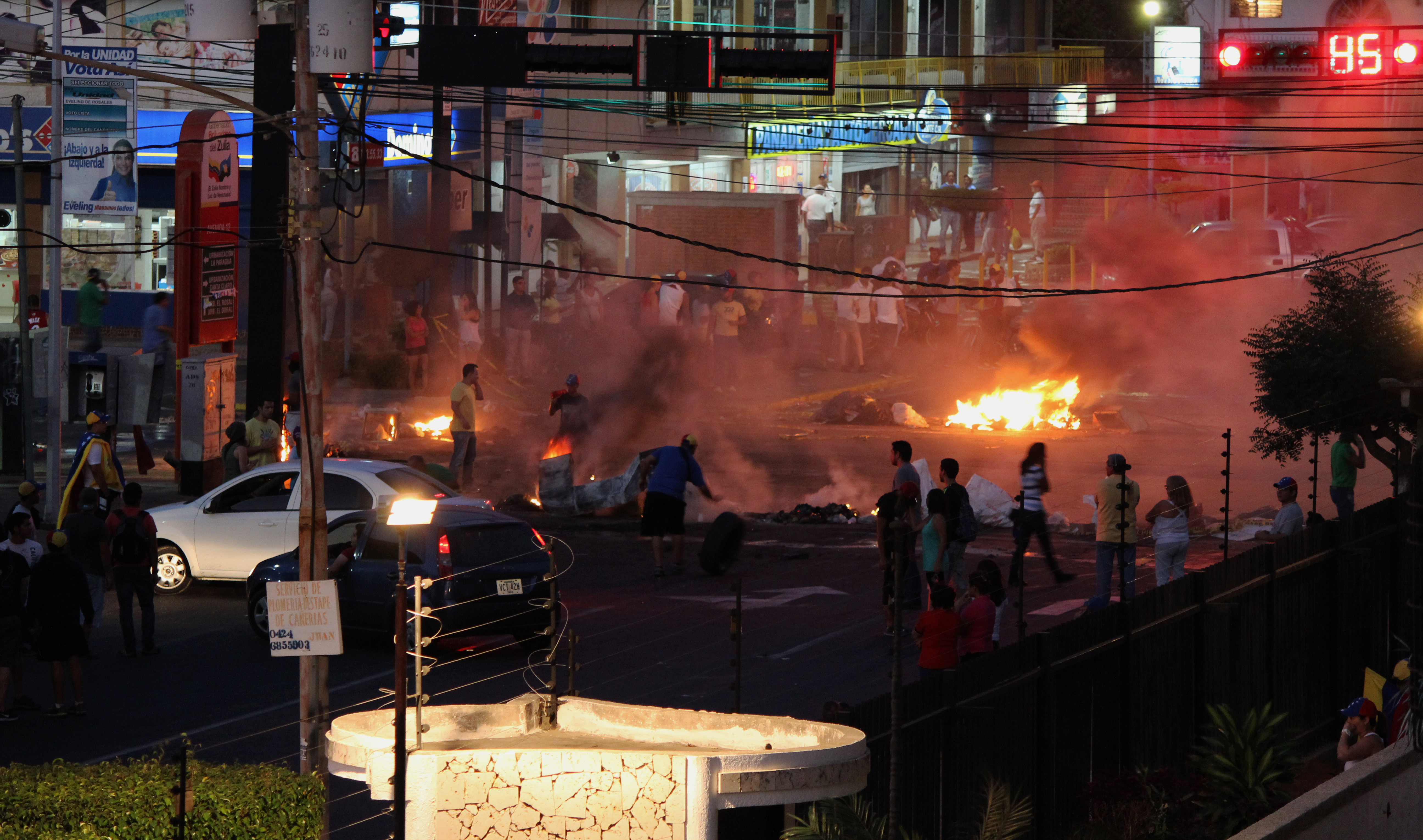
Столкновения протестующих 20 февраля в городе Маракайбо

18 февраля прошли новые демонстрации оппозиционеров и сторонников правительства. Л. Лопес сразу после выступления перед тысячами одетых в белое протестующих сдался властям. Сторонники правительства вышли на улицы в красной одежде и направились на встречу с президентом. Оппозиция заявляет, что с ростом инфляции, нехваткой продовольствия и бессилием власти в обеспечении безопасности в стране можно справиться только путём смены правительства.
20 февраля поступило сообщение, что число жертв протестов достигло пяти человек. Среди них — 23-летняя победительница конкурса красоты «Мисс туризм — 2013» штата Карабобо Хенесис Кармона, скончавшаяся от огнестрельного ранения в голову. Сообщается, что по группе манифестантов, среди которых была девушка, открыли огонь неизвестные лица. Кармона стала пятой жертвой протестов: одного из демонстрантов задавила машина в городе Карупано, трое человек погибли 12 февраля в Каракасе. Тогда же ещё около 60 человек получили ранения.
21 февраля было сообщено о направлении батальона десантников, численностью около 3 тысяч чел., на подавление протестов в Сан-Кристобале, центре штата Тачира, на западе страны на границе с Колумбией. В этом городе проходят одни из самых массовых антиправительственных выступлений, в результате чего не работают магазины и другие учреждения.
22 февраля прошли многотысячные демонстрации сторонников и противников Николаса Мадуро. В Каракасе несколько человек в квартале Альтамира получили травмы, стражи порядка распылили слезоточивый газ, чтобы рассеять толпу, активисты бросали камни. Одновременно в других районах Каракаса и некоторых городах страны прошли митинги в поддержку Николаса Мадуро. Генпрокурор Венесуэлы Луиса Ортега Диас заявила, что в результате беспорядков за две недели в стране погибло девять человек, 137 получили ранения.

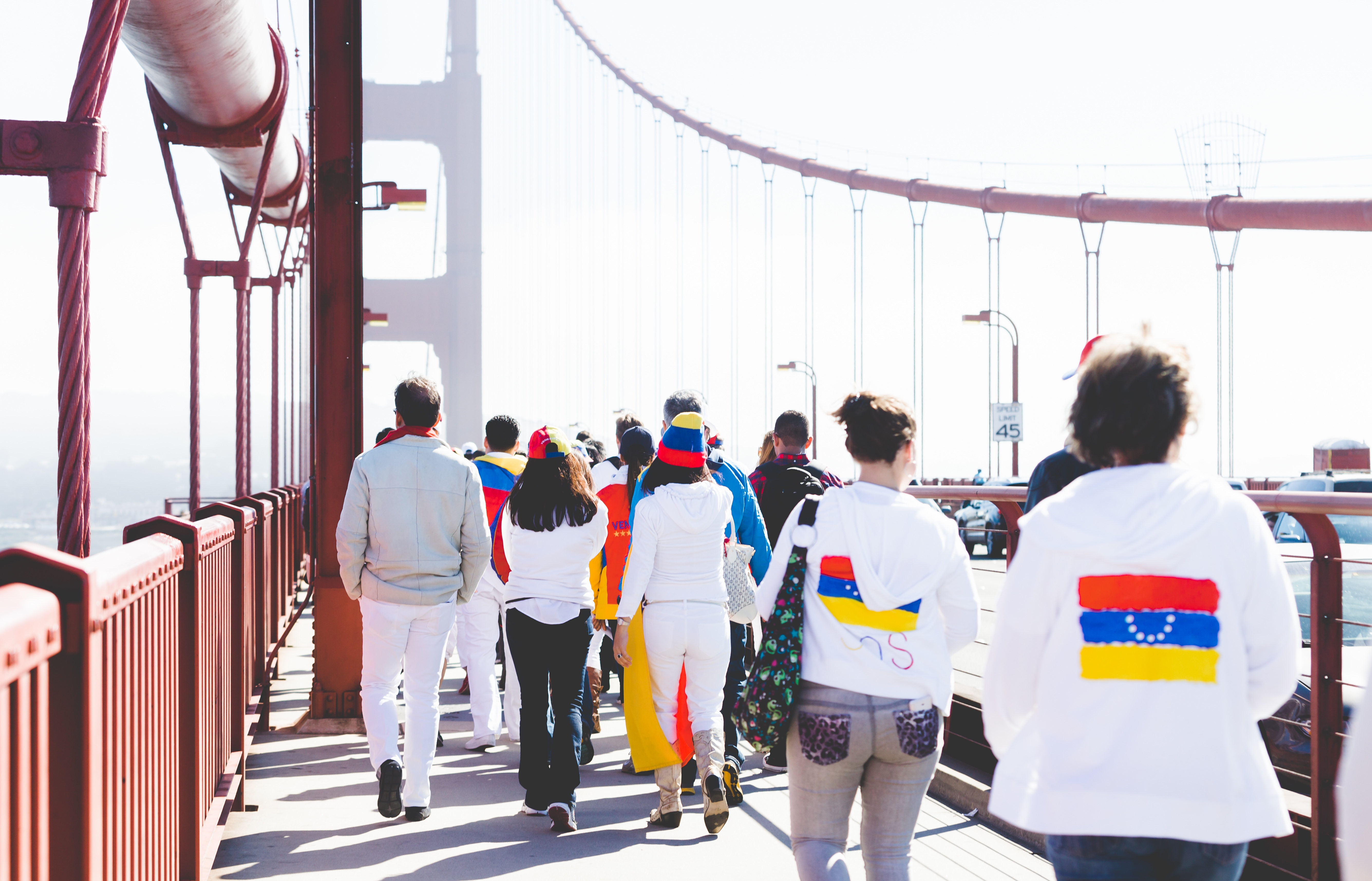
Акция солидарности с оппозиционерами Венесуэлы. 23 февраля, мост Золотые ворота, Сан-Франциско, США

24 февраля участники многодневной акции протеста в Каракасе перекрыли подъездные пути к венесуэльской столице, соорудив импровизированные баррикады из куч мусора и домашней утвари.
28 февраля полиция в Каракасе применила слезоточивый газ для разгона студенческой акции протеста, участники которой, несколько сотен студентов, требовали освобождения ранее арестованных демонстрантов.
28 февраля госсекретарь США Джон Керри заявил, что ведёт переговоры с властями Колумбии и других стран для того, чтобы совместно участвовать в разрешении политического кризиса в Венесуэле. По словам Керри, двум сторонам будет сложно достигнуть соглашения без участия зарубежных посредников. Между тем, жертвами столкновений стали уже 17 человек. Правительство Венесуэлы сообщило о начале расследования по 27 случаям нарушений прав человека во время массовых протестов.
Март
Утром 5 марта тысячи венесуэльцев прошли по улицам Каракаса, требуя освободить активистов, задержанных за последний месяц и сорвать мероприятия.
6 марта, баррикаду, возведённую оппозиционными демонстрантами на одной из улиц, пыталась разобрать группа байкеров, а жители окрестных домов пытались им помешать. Двое байкеров получили огнестрельные ранения. Один из раненых скончался, второй госпитализирован в тяжёлом состоянии. В район столкновений были срочно вызваны военнослужащие Национальной гвардии, по которым также был открыт огонь. От полученных ранений один из военнослужащих скончался. Характер ранений, полученных байкерами и военнослужащим, позволяет говорить о том, что выстрелы велись с крыши либо с верхних этажей. Таким образом общее число погибших достигло 20 человек.
9 марта несколько тысяч человек приняли участие в оппозиционной акции на улицах Каракаса.
11 марта на акцию протеста ко дворцу Мирафлорес вышли медики, недовольные прежде всего хронической нехваткой оборудования и материалов. Путь манифестантам преградила полиция. Николас Мадуро пообещал приложить все возможные усилия для решения насущных вопросов здравоохранения.
Одновременно с антиправительственной манифестацией в Каракасе состоялся и марш сторонников курса президента и правительства.

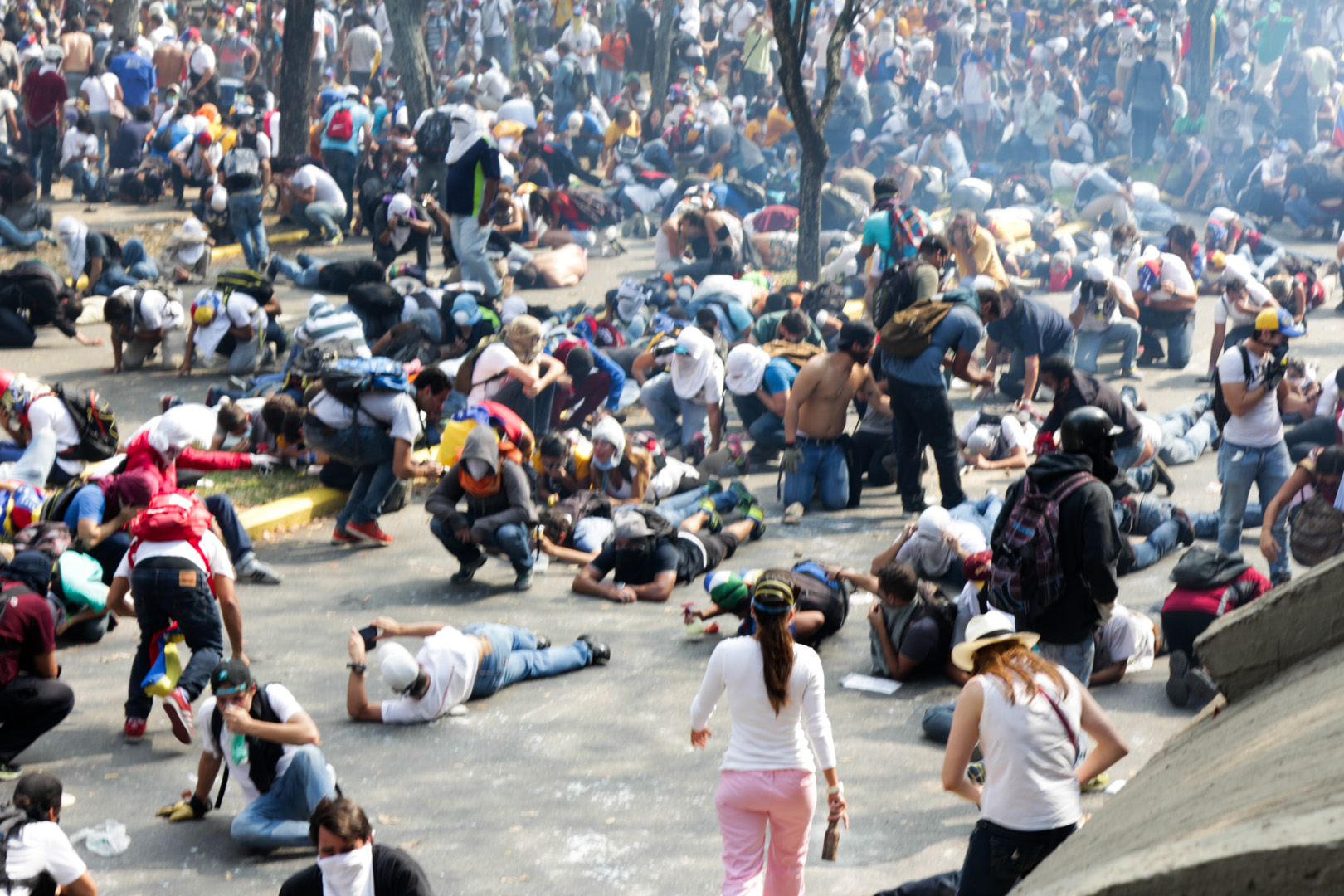
Протестующие легли на землю, чтобы избежать влияния слезоточивого газа, 12 марта

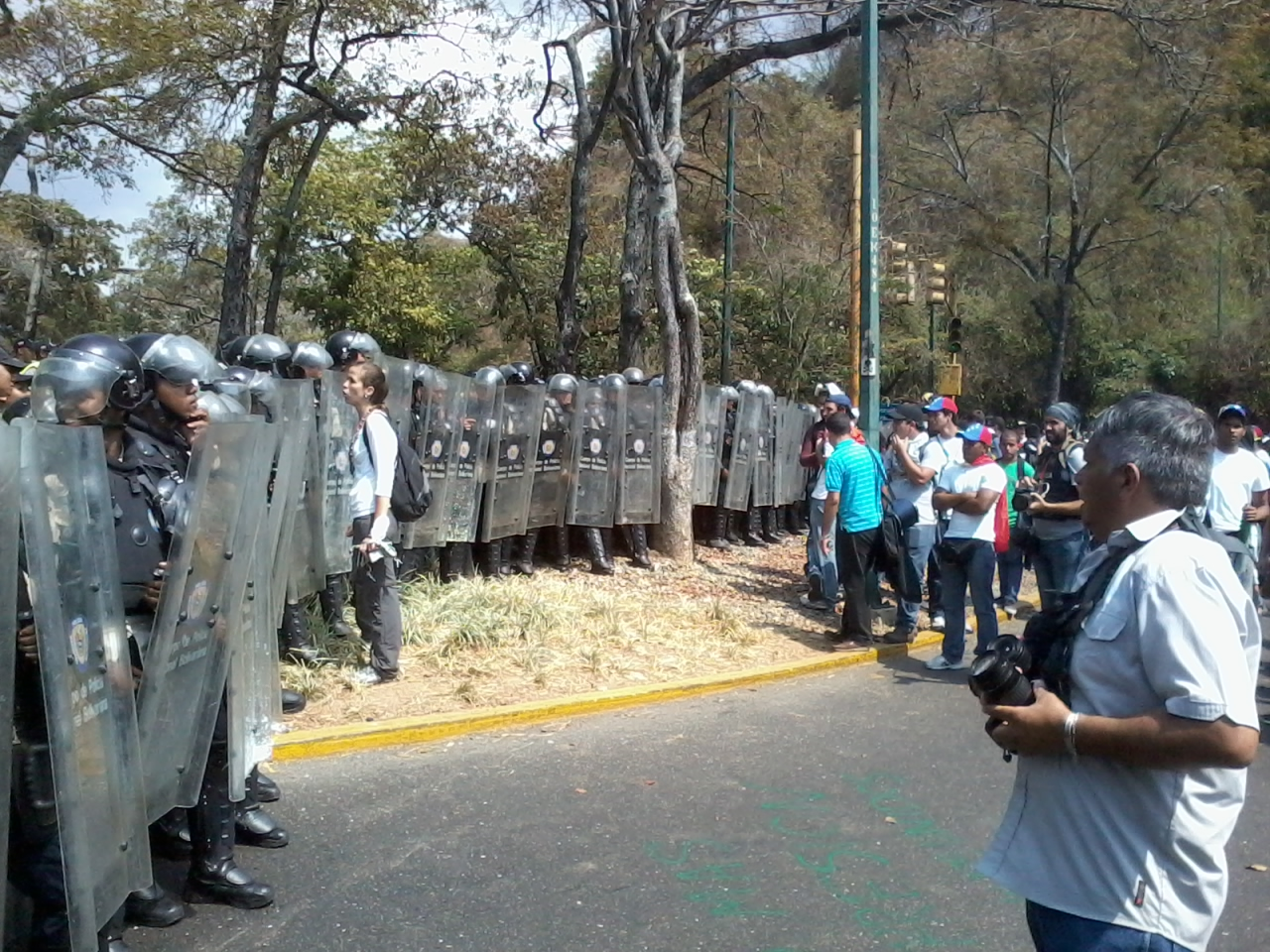
Национальная гвардия Венесуэлы заблокировала путь оппозиции, 12 марта

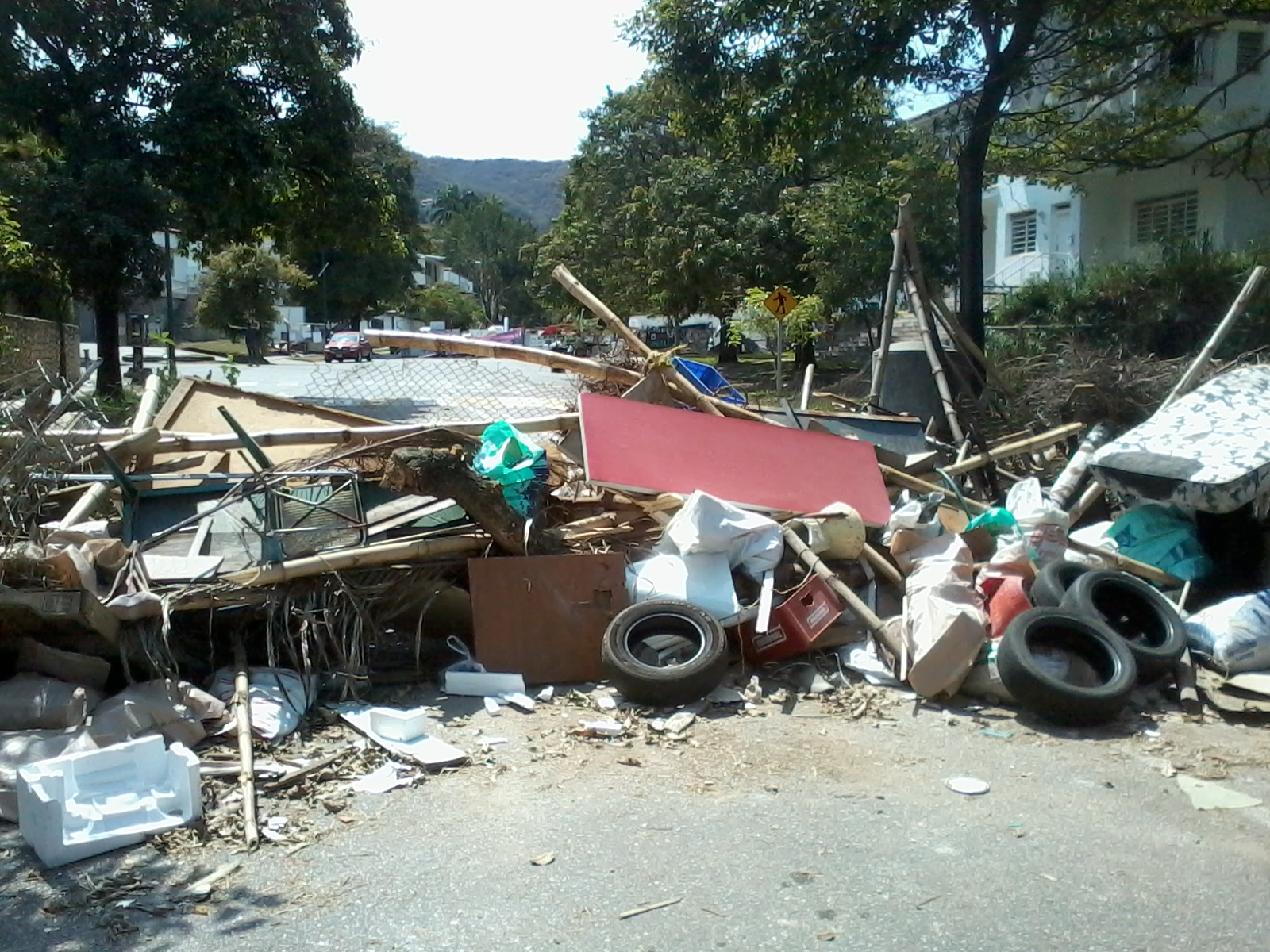
Баррикада на улице, 14 марта

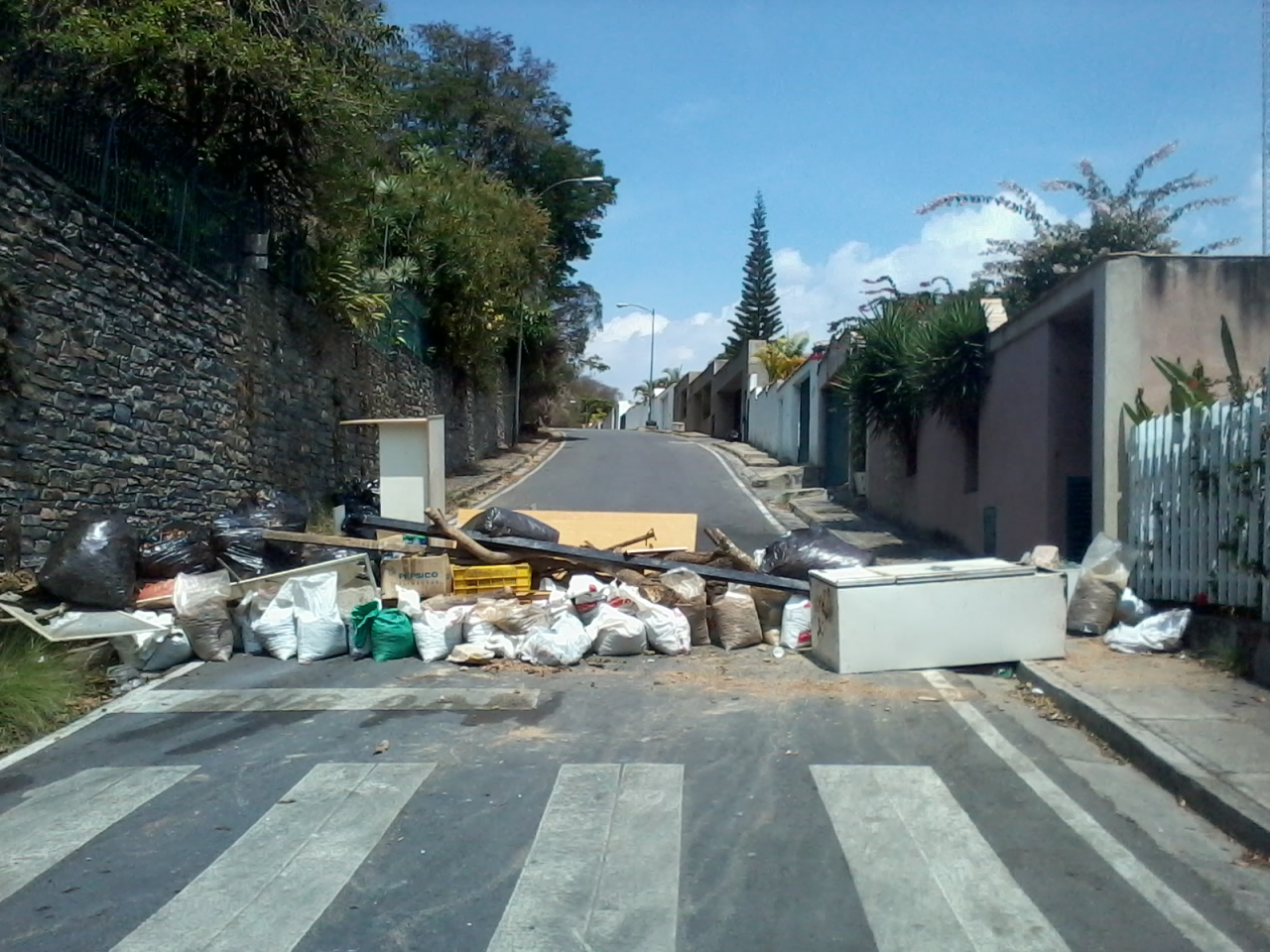
Баррикада на улице бригадного генерала Анхеля Виваса, 14 марта

12 марта, в ходе антиправительственных акций протеста в городе Валенсия в центральной части Венесуэлы погибли три человека. Таким образом, число погибших в ходе акций протеста, достигло 25 человек. Двое из троих погибших были жителями района Исабелика и убиты возле своих домов. По словам очевидцев, огонь по ним открыли люди, передвигавшиеся на мотоциклах. Один человек из двух был убит прицельным огнём. Губернатор штата Карабобо Франсиско Амельяч
Ещё пять человек получили огнестрельные ранения. Оппозиция заявила, что власти используют группировки байкеров для силовых акций против демонстрантов. Оппозиционерами в городе Нагуанагуа был убит офицер Национальной гвардии. По данным Генпрокуратуры Венесуэлы, группа национальных гвардейцев была обстреляна в тот момент, когда они занимались разбором баррикад, устроенных на одном из шоссе на въезде в город. Ещё один национальный гвардеец в результате этого инцидента получил ранения. Николас Мадуро сообщил, что отряды оппозиции атаковали высотное здание «Britanica» в одном из районов Каракаса.
13 марта в Каракасе и в пяти других городах Венесуэлы состоялись марши протестующих. Одна из колонн следовала к министерству продовольствия. В одном из восточных районов Каракаса полиция использовала слезоточивый газ против людей, пытающихся возвести баррикады.
17 марта 2014 года по распоряжению Н. Мадуро, в несколько городов, в частности в район Каракаса Чакао, были введены вооружённые части, площадь Альтамира в Каракасе, на которой проводились акции протеста, была взята под контроль солдатами Национальной гвардии для освобождения района. 18 марта капитан Национальной гвардии скончался после того, как ему выстрелили в голову во время демонстрации в Маракае. Таким образом, общее число жертв с начала протестов возросло до 29 человек.

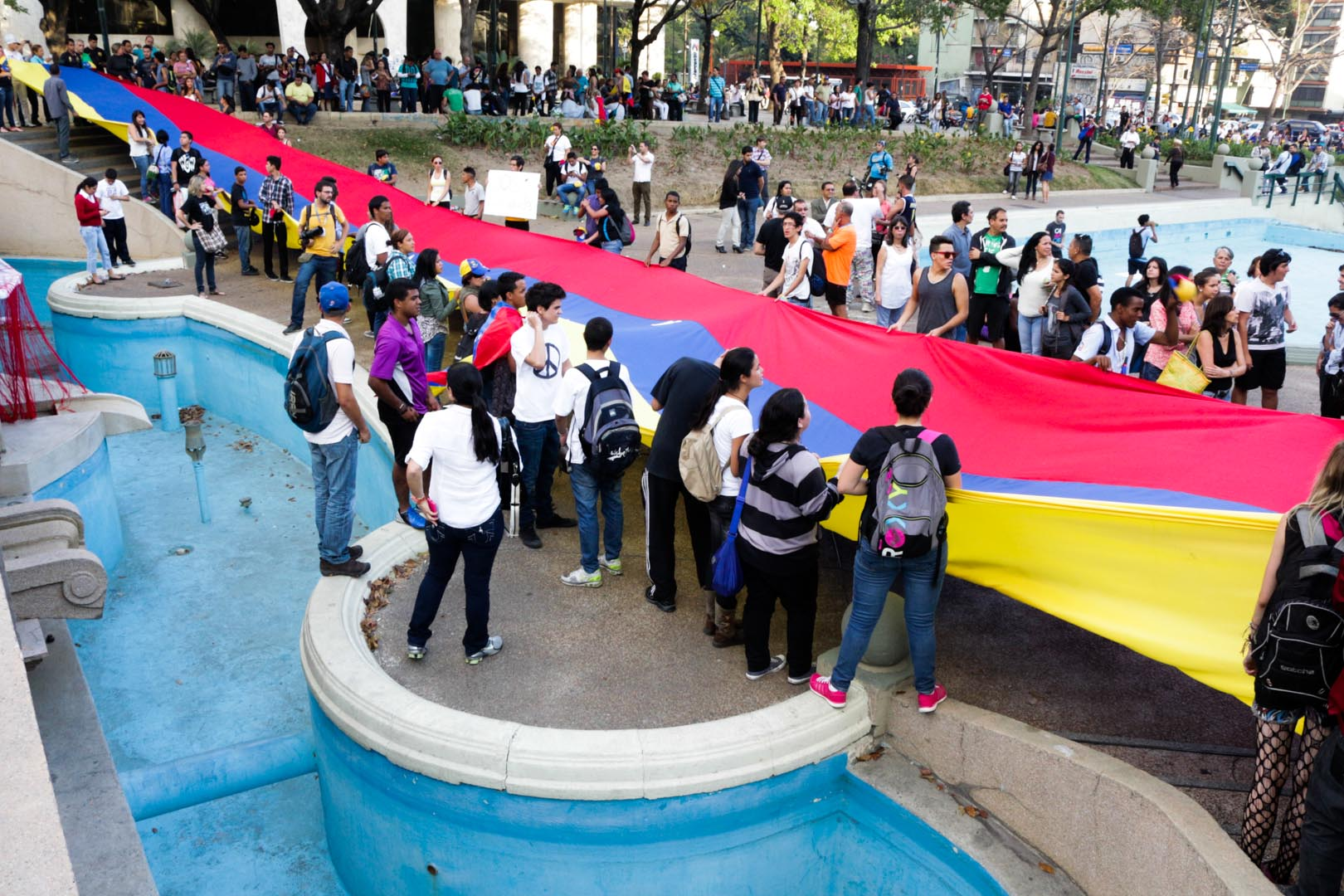
Протестующие развернули огромный флаг Венесуэлы на площади Альтамиры, 21 марта

21 марта в Каракасе была организована акция протеста, участники которой требовали освобождения оппозиционных мэров Даниэля Себаллоса и Энцо Скарано, на следующий день после того, как они были отправлены в тюрьму за участие в организации беспорядков. Сотни демонстрантов кидали в полицейских камни и палки, в ответ полиция применила слезоточивый газ и водомёты, и разогнала толпу.
22 марта в Каракасе снова состоялось многотысячное шествие. Демонстранты пообещали не расходиться до тех пор, пока президент страны Николас Мадуро не уйдёт в отставку. В тот же день, в больнице города Валенсия скончался 26-летний Архенис Эрнандес. Сообщается, что его ранил мотоциклист, желавший проехать через баррикады, установленные демонстрантами. В городе Мерида в результате стрельбы неизвестных вооружённых людей по демонстрантам был застрелен Хесус Орландо Лабрадор. Ранее, 21 марта в городе Сан-Кристобаль во время столкновений между демонстрантами и вооружёнными людьми без знаков отличий был застрелен не принимавший участия в акциях протеста, 31-летний водитель автобуса Уильфредо Рей. Число жертв достигло 33 человек.
25 марта во время беспорядков в городке Гвайкайпуро недалеко от Каракаса, из-за перекрытого баррикадой движения 28-летняя беременная женщина была вынуждена выйти из автобуса и пойти по улице, в этот момент в неё попала пуля. В штате Мерида был смертельно ранен сержант Национальной гвардии. Общее число жертв с обеих сторон составило 36 человек.
Апрель
6 апреля была похищена журналистка телеканала Globovision Наироби Пинто. По словам её отца, Луиса Пинто, вооружённые похитители в масках напали на неё в её доме в Каракасе. Освобождена через несколько дней в небольшом городе недалеко от Каракаса.
12 апреля военнослужащие Национальной гвардии Венесуэлы применили слезоточивый газ и резиновые пули для разгона толпы протестующих, лидеры которых отказались идти на переговоры с властями.
В день Пасхи сотни сторонников оппозиции вышли на улицы Каракаса, требуя воскрешения демократии, а первую годовщину президентства Мадуро, демонстранты отметили новыми столкновениями с полицией в Каракасе.
26 апреля тысячи человек прошли по улицам столицы Венесуэлы в знак протеста против решения Верховного суда, которое ограничивает акции протеста и даёт полиции право разгонять неразрешённые демонстрации. На востоке Каракаса произошли столкновения активистов и полиции. По меньшей мере 20 человек арестованы.
28 апреля в Каракасе перед зданием представительства Программы развития ООН около ста студентов приковали себя цепями к барьерам и стволам деревьев в знак протеста против решения Верховного суда об ограничении прав на проведение манифестаций. Ранее, Верховный суд огласил решение о том, что конституционное право венесуэльцев на проведение демонстраций и манифестаций «не абсолютно», а их организаторы должны получать разрешение властей на их проведение.
26 апреля на пустыре в Каракасе было обнаружено тело бывшего начальника Главного управления разведывательной службы Венесуэлы DISIP и главы Национального института земельных ресурсов, действующего главы муниципальной палаты Каракаса Венесуэлы капитана в отставке Элиэсера Отаисы с четырьмя огнестрельными ранениями. Министр внутренних дел страны Мигель Родригес Торрес сказал, что живым Отаису в последний раз видели 25 апреля на одной из массовых политических акций. По его словам, обстоятельства происшедшего устанавливаются, а ранее был найден автомобиль убитого, на кузове которого было обнаружено пулевое отверстие. Прощание с Отаисой прошло в здании Национальной ассамблеи с 1 по 4 мая.
Май
4 мая в одном из районов Каракаса был убит один из телохранителей президентов Николаса Мадуро и Уго Чавеса на протяжении 6 лет лейтенант Марко Кортес.
8 мая министр внутренних дел Венесуэлы Мигель Родригес Торрес сообщил, что в ходе операции по разгону лагерей оппозиции в Каракасе были конфискованы наркотики, оружие и взрывчатые вещества и задержаны более 240 человек. В тот же день, после разгона 4 лагерей оппозиционеров, в ходе столкновений в Каракасе от огнестрельного ранения скончался один полицейский. Полиция Каракаса применила слезоточивый газ против демонстрантов, однако некоторые участники акции в масках метали в ответ камни и коктейли Молотова.
9 мая заместитель директора полиции Венесуэлы Эдуардо Контрерас сообщил, что после разгона акции протеста в районе Палос-Грандес Каракаса, пять человек были госпитализированы, трое из них — тоже сотрудники полиции, у двоих огнестрельные ранения. Из-за беспорядков были закрыты три станции метро. В тот же день снайпер убил 24-летнего офицера полиции Хорхе Колину, занимавшегося разбором баррикады в столичном районе Чакао.
12 мая министр туризма Венесуэлы Андрес Исарра сообщил о нападении на здание министерства в Каракасе, вывесив в своём микроблоге в Twitter фотографии, на которых здание в клубах белого дыма, и группы молодых людей, скрывающих лица под масками и использовавшими бутылки с зажигательной смесью, камни и огнестрельное оружие: «Эти ожившие куклы попытались сжечь министерство туризма Венесуэлы, но хорошенько получили газа! В итоге они сбежали».
15 мая очередная студенческая акция протеста в Каракасе переросла в столкновения с полицией. Демонстранты требовали освободить задержанных ранее протестующих, но по меньшей мере 80 демонстрантов сами были задержаны, а для разгона толпы полиция применила слезоточивый газ.

### 2015 год
Январь
24 января в Каракасе прошла демонстрация против инфляции и дефицита.
Февраль
24 февраля в городе Сан-Кристобаль прошла демонстрация, в ходе которой был убит полицейским один из участников — 14-летний подросток.
Июнь
В конце июня в Каракасе Лилиан Тинтори, жена арестованного Л. Лопеса, возглавила колонну демонстрантов с требованиями освободить арестованных оппозиционеров и назначить дату парламентских выборов.
Август
В начале августа в Каракасе сотни сторонников оппозиции провели демонстрацию против дефицита и отмены карточек в государственных магазинах.
Сентябрь
В сентябре во время оглашения приговора Л. Лопесу произошли столкновения между оппозицией и сторонниками Н. Мадуро. Позднее прошла ещё одна демонстрация протеста в Каракасе с требованием освободить политзаключённых.

### 2016 год
После того, как в декабре 2015 года венесуэльская оппозиция получила большинство мест в парламенте страны, конфликт перешёл в форму противостояния Президента и парламента. При этом обе стороны конфликта выводили на улицы своих приверженцев. Основными целями нового парламента стали проведение референдума об отставке Н. Мадуро и амнистия для политических заключённых. На конфликт наложился энергетический кризис в стране — из-за сильной засухи резко сократилась выработка электроэнергии на гидроэлектростанциях, дающих около 70 %, в результате чего в апреле 2016 года власти сократили рабочую неделю для государственного сектора до 2 дней (с сохранением зарплаты в полном объёме, стали регулярными отключения электроэнергии, после чего в апреле в крупном городе Маракайбо прошли беспорядки, в ходе которых были разграблены магазины. Кроме того, в Венесуэле резко возросла инфляция, которая по итогам 2016 года составила 800 %.
В этих условиях оппозиция начала в апреле 2016 года сбор подписей за проведение референдума об отставке Н. Мадуро, парламент провёл конституционную реформу, сократив срок полномочий президента страны с 6 до 4 лет и отменив возможность одному лицу занимать этот пост неограниченное количество раз. Со своей стороны президент Н. Мадуро в начале 2016 года оказал достаточно успешное сопротивление парламенту, получив поддержку со стороны Верховного суда. Венесуэлы, который в январе 2016 года лишил оппозицию квалифицированного большинства в парламенте (трое депутатов сложили мандаты), а в апреле того же года отменил принятый парламентом законопроект об амнистии политзаключённым.
Получение разрешения на референдум об отставке Н. Мадуро затянулось. В Венесуэле это сделать очень сложно. Сначала организаторы референдума должны сдать в избирательную комиссию подписи 1 % избирателей. Только если комиссия признает их подлинными, то она даст право организаторам собрать уже 20 % подписей избирателей. И только после проверки 20 % подписей избирателей назначается референдум. Проверка подписей на каждом этапе может занять несколько месяцев. Например, в начале мая 2016 года стало известно, что оппозиция сдала подписи 1 % избирателей на проверку. Но только в начале августа 2016 года стало известно, что избирательная комиссия, проверив подписи, сданные оппозицией, разрешила провести сбор 20 % подписей. Избирательная комиссия объявила об этом только после того, как в конце июля в Каракасе прошла большая демонстрация протеста. Однако второй этап сбора подписей был отложен избирательной комиссией на октябрь 2016 года. После прошедших массовых демонстраций оппозиции в сентябре 2016 года Центральная избирательная комиссия Венесуэлы уточнила, что даёт оппозиции начать три дня на последний этап сбора подписей за референдум об отставке Мадуро. При этом Центральная избирательная комиссия предупредила, что в любом случае референдум состоится не ранее 2017 года. По венесуэльским законам если референдум, на котором большинство избирателей проголосует за отставку президента, состоится после 2016 года, следующие два года Венесуэлой будет руководить назначенный Мадуро вице-президент.
С мая 2016 года в Венесуэле вновь участились спорадические уличные протесты недовольного населения, которые поддерживает парламент с требованиями отставки Н. Мадуро. Видимо активизации уличных протестов в мае 2016 года способствовало решение Сената соседней Бразилии, который в рамках процедуры импичмента приостановил полномочия президента страны Дилмы Русефф, которая, как и Мадуро, принадлежит к левым. В мае 2016 года после возобновления демонстраций в конфликт вмешались иностранные лидеры, предложившие своё посредничество. В Каракас прибыли для организации общенационального диалога бывшие президент Колумбии Эрнесто Сампер, премьер-министр Испании Сапатеро, президент Панамы Торрихо Эспино, и президент Доминиканской республики Леонель Фернандес
В ответ на улицы стали выходить сторонники Н. Мадуро, обвиняющие оппозицию в иностранном вмешательстве. Например, в начале июня 2016 года проправительственные демонстрации прошли в ряде городов страны против возможного приостановления членства Венесуэлы в ОАГ за изменение конституционного порядка в ущерб демократии. Сам же Н. Мадуро обвинил испанского премьер-министра М. Рахоя в пропагандистской войне против Венесуэлы.
В октябре за иностранным посредничеством обратился уже правящий режим. 25 октября Национальная ассамблея Венесуэлы проголосовала за начало процесса импичмента Мадуро. Депутатами на 1 ноября 2016 было назначено заседание конгресса, на котором должен присутствовать действующий президент, в отношении которого открыто также уголовное расследование, по факту срыва референдума. В ответ Николас Мадуро посетил Ватикан, где встретился с папой римским Франциском (выходцем из Латинской Америки) и просил понтифика направить на переговоры с оппозицией государственного секретаря Ватикана Пьетро Паролина. После этого процедура импичмента была приостановлена, из-под стражи были отпущены 5 оппозиционных политиков, а оппозиция отказалась от марша протеста, назначенного на 3 ноября.

### 2017 год
В конце марта 2017 года произошло новое обострение конфликта. 30 марта Верховный суд Венесуэлы объявил о том, что принимает на себя функции парламента, а депутатов Национальной ассамблеи лишил неприкосновенности. Через несколько дней эти решения Верховного суда были отменены, но начавшиеся после их обнародования массовые выступления продолжились.
Суд лишил лидера оппозиции Энрике Каприлеса права занимать государственные должности сроком на 15 лет. Начались массовые протесты, которые оказались кровопролитными.
18 апреля парламент Венесуэлы создал специальную комиссию по замене судей Верховного суда страны, которые по мнению депутатов, слишком зависимы от Мадуро.
Николаса Мадуро, объезжавшего своих сторонников на военном джипе, молодые протестующие забросали тяжёлыми предметами.
По данным прокуратуры Венесуэлы, в апреле этого года в беспорядках погибли 26 человек. В конфликт вмешалось международное сообщество. В апреле 11 латиноамериканских стран (Аргентина, Бразилия, Чили, Коста-Рика, Гватемала, Гондурас, Мексика, Парагвай, Перу, Уругвай и Колумбия) осудили гибель демонстрантов во время разгона акций протеста, потребовали от властей Венесуэлы обеспечить безопасность мирных протестов, а также попросили Венесуэлу обнародовать даты предстоящих выборов.
19 апреля 2017 года в различных городах Венесуэлы прошла серия массовых антиправительственных выступлений, названная «Мать всех маршей».
2 мая Н. Мадуро подписал указ о созыве Национальной конституционной ассамблеи для разработки новой Конституции. В неё должны войти 500 человек, из которых 200—250 человек будут избраны от рабочего класса, а остальные по территориальному признаку путём «прямого тайного голосования».
Энрике Каприлес заявил, что оппозиция не будет участвовать в работе национального учредительного собрания.
Протесты продолжились в мае в разных городах. Протестующие перекрывали в том числе и государственные трассы, требуя отставки Мадуро.
За весь период протестов погибло уже 75 человек.
Президент Н. Мадуро объявил, что в состав новой ассамблеи войдут «364 члена, выбранных по территориальному принципу, ещё восемь — от индейских народов». Ещё 168 человек выберут по спискам представители ряда «секторов общества» — крестьяне, рыбаки, рабочие, студенты, инвалиды, пенсионеры и предприниматели. Свыше 55 тысяч человек зарегистрировались в качестве кандидатов на выборы.
Выборы в Конституционную ассамблею Венесуэлы были назначены на 30 июля 2017 года.
28 июня 2017 года группа сотрудников спецслужб угнала полицейский вертолёт, с которого затем обстреляла и сбросила несколько гранат на здание Верховного суда Венесуэлы (никто не пострадал), при этом во время полёта был развёрнут плакат с призывом к неповиновению. Против действия властей выступила Генеральный прокурор Венесуэлы Луиза Ортега Диас, которая обвинила бывшего главу Национальной гвардии Антонио Бенавидеса Торреса в том, что тот отдавал приказы о разгоне протестующих, в ходе которых были убитые и раненые в основном из-за чрезмерного применения силы. Прокурор также обвинила Торреса в нарушении прав человека, превышении должностных полномочий и пытках задержанных. По словам Диас, военнослужащие национальной гвардии неоднократно применяли огнестрельное оружие без приказа. Диас неоднократно обращалась в судебные инстанции, оспаривая указ Мадуро о созыве Учредительного собрания. Также Диас не понравилось, что на пост Уполномоченного по правам человека в Венесуэле был назначен Тарек Уильям Сааб, который получил право проводить расследования, до того являвшиеся исключительной прерогативой правоохранительных органов. В ответ на её протесты в конце июня 2017 года Верховный суд Венесуэлы отстранил Диас от занимаемой должности, запретил ей выезд за рубеж и наложил арест на её банковские счета. В удовлетворении требований, касающихся созыва Учредительного собрания и Уполномоченного по правам человека, Диас было отказано. В августе 2017 года Диас вместе с мужем выехала в Колумбию.
Помимо правоохранительных органов в борьбе с протестующими участвуют сторонники Мадуро из числа жителей Венесуэлы. В мае 2017 года в Каракасе прошла демонстрация сторонников президента, а 24 июня 2017 года приверженцы Мадуро с палками, камнями и петардами атаковали здание парламента, где заседали оппозиционные депутаты. Сотрудникам Национальной гвардии удалось помещать сторонникам Мадуро прорваться в здание парламента. 5 июля того же года сторонники Мадуро вновь атаковали здание парламента, причём на этот раз им удалось его захватить.
В июле 2017 года Епископская конференция Венесуэлы обратилась к Мадуро с просьбой приостановить созыв Учредительного собрания, признать автономию ветвей власти и работать с оппозиционной Национальной ассамблеей и генеральной прокуратурой. Однако эта просьба не была удовлетворена. 30 июля 2017 года в Венесуэле прошли выборы в Национальную учредительную ассамблею, в которых приняли участие 41,53 % избирателей. На 545 мест претендовали более шести тысяч кандидатов. Согласно правилам Национальная учредительная ассамблея должна начать править Венесуэлой в течение 72 часов после официального подтверждения итогов голосования. В день голосования в Венесуэле погибли не менее 10 человек. 4 августа 2017 года Учредительное собрание приступило к работе. Одним из первых решений Учредительного собрания было снятие с должности генерального прокурора страны Луисы Ортеги, вместо которой назначили бывшего защитника народа Венесуэлы Тарека Уильяма Сааба. 8 августа 2017 года Учредительное собрание провозгласило себя высшим органом власти в Венесуэле, которому должны подчиняться все другие государственные органы. Ранее, 7 августа 2017 года парламент Венесуэлы постановил не признавать ни один нормативно-правовой акт, изданный Национальным учредительным собранием. 18 августа того же года Учредительное собрание наделило себя полномочиями парламента Венесуэлы, взяв на себя функцию принятия законов.
6 августа того же года группа военных объявила восстание против президента страны Н. Мадуро (как сообщило El Nacional со ссылкой на видеообращение военных, появившееся в соцсетях)..

### 2018 год
20 мая 2018 года состоялись внеочередные президентские выборы. Оппозиция бойкотировала выборы, назвав последние подтасовкой. Победу на выборах одержал действующий президент — Николас Мадуро. Выборы вызвали протест со стороны большинства стран Запада а также Латинской Америки. Четырнадцать стран, включая Аргентину, Бразилию и Канаду, отозвали своих послов из Каракаса в знак протеста против результатов выборов. По той же причине США наложили на Венесуэлу дополнительные экономические санкции. Президент США Дональд Трамп призвал к проведению новых выборов и прекращению репрессий в Венесуэле. Президент России В. В. Путин поздравил Н. Мадуро с переизбранием и пожелал ему успеха в решении социальных и экономических проблем страны. Кроме России, результаты выборов признали также Эль-Сальвадор, Куба и Китай.

### 2019 год
23 января 2019 года в стране прошли как марши противников властей, так и сторонников действующего президента.

## Меры властей

### Попытки примирения и уступки со стороны властей
Так как власти Венесуэлы утверждают, что протесты инициированы из США, то уже 22 февраля 2014 года Николас Мадуро призвал президента США Барака Обаму к диалогу. В тот же день, Николас Мадуро объявил о созыве «Общенациональной конференции во имя мира», в которой должны принять участие представители всех политических, социальных и религиозных движений. Однако Энрике Каприлес отказался участвовать во встрече губернаторов всех 23 штатов Венесуэлы
Конференция состоялась 26 февраля 2014 года в президентском дворце Мирафлорес под председательством Николаса Мадуро и при участии представителей различных политических сил и бизнеса, на ней Мадуро пообещал созвать конференцию на мировом уровне.
18 марта 2014 года Национальная ассамблея Венесуэлы создала специальную организацию «Комиссия правды» по расследованию обстоятельств, куда вошли пять депутатов от правящей партии, включая председателя ассамблеи Диосдадо Кабельо. Изначально комиссия должна была включать в себя и четырёх человек от парламентской оппозиции. Однако, представители оппозиции отказались участвовать в работе комиссии.
28 марта 2014 года Николас Мадуро принял решение создать совет по правам человека в соответствии с предложением комиссии министров иностранных дел Союза южноамериканских наций. По словам вице-президента Венесуэлы Хорхе Арреасы, создаваемый орган будет заниматься сбором заявлений и жалоб в части возможных нарушений прав человека. В состав совета войдут представители общественности и неправительственных организаций.
7 апреля после встречи с комиссией Союза южноамериканских наций (УНАСУР), Николас Мадуро согласился встретиться с представителями оппозиции.
8 апреля Николас Мадуро встретился с оппозиционерами. Своё участие в переговорах подтвердил и Энрике Каприлес.
10 апреля 2014 года в президентском дворце Мирафлорес открылся круглый стол. В круглом столе принимали участие апостольский нунций в Венесуэле Альдо Джиордано, министр иностранных дел Эквадора Рикардо Патиньо, а также спикер парламента Венесуэлы Диосдадо Кабельо, губернаторы штатов, представители оппозиции, в том числе и Энрике Каприлес. 15 апреля состоялся второй тур переговоров представителей оппозиции и правительства за закрытыми дверями в присутствии министров иностранных дел Колумбии, Эквадора и Бразилии, и нунция Папы Римского. Исполнительный секретарь движения «Демократическое единство» Рамон Гильермо Авеледо, заявил, что оппозиция будет участвовать в претворении в жизнь положений правительственного плана по примирению. На встрече было достигнуто соглашение о создании Национальной комиссии правды.
Однако переговоры оказались неудачными — 13 июня 2014 года представители оппозиции заявили об их приостановке на неопределённый срок, а министры-посредники покинули Каракас.
В июне 2015 года власти Венесуэлы выполнили требование Л. Лопеса, назначив парламентские выборы на 6 декабря того же года. В ответ Л. Лопес прекратил голодовку.
Новая попытка примирения произошла осенью 2016 года. Николас Мадуро встретился с заместителем Государственного секретаря США Томасом Шэнноном, начал переговоры с оппозицией, причём по итогам первого раунда переговоров были освобождены пять оппозиционных политиков.

### Отключение газа в районах протестных выступлений
22 февраля 2014 года министр энергетики Венесуэлы и глава нефтяной госкомпании Petroleos de Venezuela Рафаель Рамирес написал в своём твиттере, что будет приостановлена поставка газа «в регионы, осаждённые фашистами», чтобы обеспечить всеобщую безопасность".

### Уголовные дела против участников выступлений и их сторонников
21 февраля 2014 года Л. Лопесу прокуратурой Венесуэлы были предъявлены обвинения в организации поджогов и заговоре, а подозрения в терроризме и убийствах были сняты. Судебное заседание проводилось в автобусе припаркованном у военной тюрьмы, где его содержали. В сентябре 2015 года Л. Лопес осуждён на 13 лет лишения свободы (8 июля 2017 года отпущен под домашний арест), трое других активистов получили также тюремные сроки.
В феврале 2014 года по подозрению в причастности к гибели манифестантов были задержаны несколько человек, среди них и представители оппозиции, в частности Н. Мадуро лично выдал ордер на арест генерала Анхеля Биваса. Возле его дома собрались около 200 человек, чтобы выразить ему свою поддержку.
24 марта 2014 года три генерала ВВС Венесуэлы были арестованы по подозрению в организации заговора против правительства страны. 15 апреля Военный трибунал вооружённых сил Венесуэлы им обвинение в подстрекательстве к мятежу им и капитану Национальной гвардии в отставке Хуану Карлосу Ньето.
29 апреля 2014 года выступая на совещании с лидерами национальных профсоюзов Николас Мадуро объявил об аресте одного из главных организаторов протестных акций по кличке «Авиатор»
Также в 2014 году за неспособность разогнать демонстрации были смещены со своих постов и осуждены два алькальда (мэра) городов: Энцо Скаррано и Даниэль Себальос. 19 февраля 2015 года мэр Каракаса Антонио Ледесма был задержан сотрудниками спецслужб на своём рабочем месте. Ледесма был помещён в тюрьму, но через несколько месяцев отпущен под домашний арест, откуда сбежал в ноябре 2017 года через Колумбию в Испанию.
В декабре 2014 года были предъявлены обвинения в заговоре с целью покушения на Н. Мадуро лидеру оппозиции (ранее лишённой депутатского мандата) Марии Корино Мачадо.
Весной 2017 года 155 участников протестов были осуждены военными судами Венесуэлы (прокуратура отказалась возбуждать против них уголовные дела) к лишению свободы.
Многие задержанные содержались в подземной тюрьме Ла Тумба в штаб-квартире СЕБИН.

### Препятствия работе журналистов
21 февраля 2014 года Н. Мадуро пригрозил выслать из страны журналистов американского телеканала CNN, обвинив их в предвзятом освещении протестов. 22 февраля 2014 года угроза была частично исполнена: американская телекомпания CNN сообщила, что власти Венесуэлы отозвали аккредитацию у корреспондента телеканала в Каракасе Осмари Эрнандеса.

### Уголовные дела в отношении представителей властей
13 апреля 2014 года командующий армией Венесуэлы генерал Владимир Падрино Лопес заявил, что около 100 военных и полицейских находятся под следствием в связи с подозрениями в пытках и развязывания насилия. В феврале 2015 года был арестован полицейский, застреливший 14-летнего подростка во время демонстрации в Сан-Кристобале, причём действия стража порядка осудили правящая партия и лично Н. Мадуро.

## Обвинения правительства Николаса Мадуро в адрес оппозиционеров
1 апреля 2014 года на интернет-сайте газеты «The New York Times» была размещена статья Николаса Мадуро, в которой он утверждает, что ежегодно администрация президента США Б. Обамы выделяет деньги на поддержку оппозиционных движений в Венесуэле и что реально же Штаты выступают на стороне лишь 1 % населения, который хочет исключить из политической жизни остальные 99 % и вместе с американскими компаниями получать выгоду от венесуэльской нефти. 2 апреля 2014 года министр внутренних дел Венесуэлы Мигель Родригес заявил, что многие участник протестов получают по 5 тыс. боливаров в день от активистов партии «Народная воля». Он указал, эти утверждения основываются на оперативных данных, собранных в Каракасе, штатах Миранда, Сулия и Мерида. 2 мая 2014 года министр внутренних дел Венесуэлы Мигель Родригес Торрес представил фотографии, которые, по его мнению, свидетельствуют о связях венесуэльской оппозиции с находящимися в бегах банкирами, бывшими президентами Колумбии и Мексики Альваро Урибе и Висенте Фоксом, а также бывшим американским чиновником и руководителем свержения Чавеса 2002 года Отто Рейхом.

## Обвинение в адрес властей США
Власти Венесуэлы неоднократно обвиняли в разжигании беспорядков власти США. Уже 17 февраля 2014 года Николас Мадуро объявил, что высылает из страны трёх сотрудников консульства США за поддержку оппозиции, в частности они встречались со студентами местных университетов. Н. Мадуро неоднократно обвинял США в причастности к акциям протеста, сравнивая ситуацию с происходящим на Украине

## Санкции против Венесуэлы
- Испания 5 апреля 2014 года объявила о прекращении продаж полицейского снаряжения Венесуэле[164]. В 2012 году правительство Венесуэлы потратило 450 тысяч евро на покупку полицейского снаряжения испанского производства, главным образом боеприпасов и газов, использующихся для разгона демонстрантов[165].
- США. 24 февраля 2014 года Государственный департамент США в ответ на высылку трёх американских дипломатов объявил персонами нон грата троих сотрудников посольства Венесуэлы[166]. 29 мая 2014 года Палата представителей Конгресса США одобрила законопроект, предусматривающий введение санкций в отношении некоторых венесуэльских политиков, причастных к нарушению прав человека, к которым будет применён запрет на въезд на территорию Соединённых Штатов, а их счета в американских банках будут заморожены.[167]. В марте 2015 года ввели новые санкции против венесуэльских чиновников[168]. 26 июля 2017 года власти США ввели санкции против 13 граждан Венесуэлы (среди них министр внутренних дел, главы армии, полиции и национальной гвардии): заморозка активов, запрет ведения дел с ними для граждан США[116]. 26 августа 2017 года Дональд Трамп подписал указ, которым ввёл против Венесуэлы новые санкции[169]:
- Запрет сделок с новыми долговыми обязательствами и ценными бумагами, которые выпускает правительство Венесуэлы и государственная нефтекомпания PDVSA;
- Запрет сделок с некоторым количеством уже выпущенных долговых обязательств госсектора Венесуэлы, а также с дивидендами, которые по ним выплачивают власти этой страны.

Августовские санкции США не коснулись американского подразделения PDVSA — фирмы Citgo, а также коммерческих операций, связанных с торговлей товарами (в том числе импортом и экспортом нефти). В конце сентября 2017 года Дональд Трамп опубликовал прокламацию, которая предусматривает введение ограничений на въезд гражданам Венесуэлы с 18 октября 2017 года:
- Запрет касается части граждан Венесуэлы — чиновников из ряда государственных учреждений, членов их семей, обладателей бизнес-виз и туристических виз. Для венесуэльцев-держателей других категорий виз будут введены дополнительные ограничения;
- Запрет на въезд не касается лиц, имеющих двойное гражданство США и Венесуэлы, обладателей «грин-карты». Кроме того, в США разрешено впускать держателей некоторых специальных разрешений на въезд, не являющихся визой, дипломатов, работники ООН, НАТО и международных финансовых организаций (Международный валютный фонд и Всемирный банк). Запрет на въезд не распространяется также на граждан Венесуэлы, кто получил убежище в США или отсрочку депортации с американской территории. Запрет не распространяется на лиц, которые защищены Конвенцией против пыток;
- Иммиграционные власти США вправе впустить в свою страну гражданина Венесуэлы, если сочтут, что нет угрозы национальной безопасности США, существует необходимость присутствия данного лица в США или имеются обстоятельства, которые в случае запрета въезда доставят человеку «ненужные страдания». Послабления также допустимы для младенцев и лиц, учившихся и работавших в США, в том числе на федеральное правительство.

В начале января 2018 года США ввели санкции в отношении четырёх человек: трёх действующих и одного бывшего чиновника из Венесуэлы.
В октября 2023 года США смягчили санкции против нефтегазового и золотодобывающего секторов Венесуэлы в ответ на соглашение о выборах 2024 года, достигнутое между правительством и оппозицией.
- Европейский союз. 13 ноября 2017 года Совет ЕС принял решение ввести ограничительные меры в отношении Венесуэлы, в частности, ввёл запрет на ввоз оружия или материалов, которые могут быть использованы для внутренних репрессий[173].
- 22 января 2018 года ЕС ввёл санкции против семи венесуэльских чиновников[174].

### Влияние санкций на экономику Венесуэлы
Из-за угрозы американских санкций в начале 2018 года поставки (в основном продовольствие — 5 % венесуэльского импорта) из Никарагуа в Венесуэлу практически прекратились.
Вице-президент Венесуэлы Делси Родригес оценил потери порядка $232 млрд с 2015 года.

## Реакция международных организаций
- ООН. 11 апреля 2014 года генеральный секретарь ООН Пан Ги Мун поздравил правительство и оппозицию Венесуэлы с началом открытого диалога и призвал стороны противостояния в Венесуэле активно достичь консенсуса по урегулированию кризиса[176]. После обострения ситуации весной 2017 года Совет безопасности ООН провёл две неформальные встречи (в мае и в ноябре 2017 года), на которых обсуждалась ситуация в Венесуэле[177].
- После встречи на Галапагосских островах министры иностранных дел УНАСУР опубликовали коммюнике, в котором отметили, что санкции США против венесуэльских чиновников «нарушают принцип невмешательства во внутренние дела другого государства и наносят вред диалогу между правительством и оппозицией»[178].
- В Международный уголовный суд обратились более 90 испанских сенаторов и более 200 латиноамериканских парламентариев с просьбой начать расследование против руководства Венесуэлы[179].
- Организация американских государств (ОАГ) в конце апреля 2017 года объявила о проведении экстренной встречи министров иностранных дел входящих в неё государств по ситуации в Венесуэле[180]. После этого генеральному секретарю ОАГ было вручено письмо Николаса Мадуро о том, что Венесуэла немедленно выходит из этой организации[181];
- Меркосур 5 августа 2017 года приостановил членство Венесуэлы из-за нарушения демократического строя[182].

## Реакция других государств
- США. Президент страны Б. Обама выступил с критикой властей Венесуэлы из-за применение насилия в ходе разгона акций протеста[64]. 13 марта 2014 года госсекретарь США Джон Керри обвинил Николаса Мадуро в развязывании «кампании террора» против своего собственного народа и заявил, что настал момент, чтобы Организация американских государств, другие международные организации и соседи Венесуэлы попросили у властей этой страны отчёта в их действиях[183].
- Ватикан. В апреле 2014 года в ходе диалога между Н. Мадуро и оппозицией Альдо Джиордано зачитал послание Папы Римского Франциска, в котором он призвал оппозицию и правительство Венесуэлы отложить свои политические разногласия, продемонстрировать необходимую смелость и заключить соглашение, которое положило бы конец длительным столкновениям[184]

Поддержку арестованным Л. Лопесу и экс-мэру Каракаса Антонио Ледесме предложили бывшие президенты Колумбии и Боливии Пастрана и Кирога, но власти Венесуэлы запретили им встречаться с обвиняемыми. Также в июне 2015 года с предложением юридической помощи обвиняемым в страну прилетел экс-премьер-министр Испании и юрист Гонсалес, но ему Верховный суд запретил выступать в их поддержку в суде.

## Экономическая поддержка со стороны России
В 2017 году Россия оказала Венесуэле экономическую помощь, которая укрепила правительство в условиях экономического спада и высокой инфляции в Венесуэле. По мнению Эмиля Дабагяна, ведущего научного сотрудника Института Латинской Америки РАН, Россия «всеми способами» помогала Венесуэле удержаться на плаву. В августе 2017 года «Роснефть» вложила в нефтедобычу в Венесуэле 6 млрд долларов. В ноябре 2017 года в Москве (в том числе для укрепления венесуэльской экономики) было подписано российско-венесуэльское соглашение, которое предусматривало существенные смягчения в отношении условий возврата долга Венесуэлы перед Россией (общий размер задолженности на тот момент составлял 3,15 млрд долларов, которые следовало вернуть по первоначальным соглашениям в 2018 году):
- Венесуэла получила рассрочку по возврату долга России сроком на 10 лет;
- Первые 6 лет венесуэльские платежи России должны быть минимальными (конкретные размеры платежей официально не были названы).

В 2018 году в Венесуэле началась гиперинфляция. По данным МВФ, инфляция в Венесуэле за 2018 год составила 1370000 %. Россия вновь помогла Венесуэле. В начале декабря 2018 года были подписаны контракты для гарантирования инвестиций более чем на 5 миллиардов долларов, чтобы увеличить добычу нефти, также были установлены гарантии российских инвестиций на сумму более чем 1 миллиард долларов в производства добывающей отрасли, в основном золота. Контракты обеспечили поставки Венесуэле зерна объёмом 600 тысяч тонн в 2019 году и на последующий период. Кроме того, был подписан контракт по технической помощи для ремонта систем вооружения Венесуэлы.

## Последствия

### Сообщения о жертвах
19 марта 2014 года министр обороны Венесуэлы Кармен Мелендес сообщила, что общее число погибших достигло 33 человек, из них четверо военнослужащих, а 79 военных получили ранения.
28 марта 2014 года генеральный прокурор Венесуэлы Луиса Ортега Диас сообщила, что общее число погибших увеличилось на два человека, достигнув 37 (среди погибших — 29 гражданских лиц и 8 представителей силовых ведомств). По её словам, число задержанных, в том числе обвиняемых в убийствах, составляет 168 человек в столичном округе Каракаса, штатах Сулия, Арагуа, Трухильо, Тачира и Миранда. При этом идёт расследование более 80 случаев возможного нарушения прав человека в ходе разгона беспорядков. По подозрению в совершении таких действий были задержаны 17 бойцов органов правопорядка и трое военнослужащих.

### Экономический ущерб
21 марта 2014 года Николас Мадуро оценил ущерб от массовых акций протеста в десять миллиардов долларов США. Трудно сказать, насколько верна эта цифра, однако после начала протестов инфляция в стране возросла (на неё оказали своё влияние упавшие в 2014—2015 годах цены на нефть). По данным Центробанка Венесуэлы с сентября 2014 года по сентябрь 2015 года инфляция в стране составила 141,5 %. 20 августа 2018 года власти Венесуэлы ввели новую валюту (суверенный боливар), фактически проведя деноминацию денег по курсу 1:100 000.
Ряд авиакомпаний прекратил полёты в Венесуэлу: 18 марта 2014 года об этом объявила авиакомпания Air Canada, а ранее то же самое сделала авиакомпания Avianca Holding из Колумбии. Международная ассоциация воздушного транспорта (IATA) предупредила о возможности со стороны ряда компаний сократить полёты в Венесуэлу в связи со спором относительно долга в 3,7 миллиарда долларов между венесуэльскими властями и различными иностранными авиаперевозчиками. 16 мая 2014 года итальянская авиакомпания «Alitalia» объявила о предстоящей приостановке полётов в Венесуэлу с июня.

### Беженцы
Массовые беспорядки, а также тяжёлая экономическая ситуация привели к тому, что множество венесуэльцев уехало в другие страны. Только в Колумбии на 31 декабря 2017 года по официальным данным было более 550 тысяч беженцев из Венесуэлы. Беженцы также появились и в других странах, в том числе не граничащих с Венесуэлой. В 2018 году власти Эквадора сообщили, что в их страну пребывает до 4,2 тыс. венесуэльских беженцев ежедневно и по этой причине им пришлось ввести в трёх провинциях режим чрезвычайного положения.

### Уничтожение памятника Чавесу
В феврале 2014 года в городе Сан-Антонио (штат Тачира) во время акции протеста у статуи Уго Чавеса отбили голову. В город был введён усиленный контингент военнослужащих, отключено электричество и интернет.

### Поражения чавистов на выборах 2014—2015 годов
Поддержка населением Н. Мадуро изначально не была абсолютной — на президентских выборах 2013 года он победил с незначительным отрывом. Весной 2014 года популярность чавистов резко упала: например, на досрочных выборах алькальдов городов Сан-Кристобаль и Сан-Диего в мае 2014 года победу одержали выдвинутые оппозицией супруги арестованных Даниэля Себальоса и Энцо Скаррано, набрав соответственно 73 % и 88 % голосов. В декабре 2015 года оппозиция впервые за 16 лет выиграла парламентские выборы.